# Жан-Жак Пелісьє
Емабль Жан-Жак Пелісьє (фр. Aimable Pélissier; 6 листопада 1794, Маромм — 22 травня 1864, Алжир) — французький військовий і політичний діяч. Маршал Франції (від 12 вересня 1855 року). Герцог Малахівський (від 22 липня 1856 року). Великий канцлер Ордена Почесного легіону (від 1859 року)

## Життєпис
Народився 6 листопада 1794 року в місті Мароммі (департамент Приморська Сена, Франція). Навчався в Національному військовому училищі, потім в війській школі в Сен-Сірі.
У 1815 році закінчив військову школу в Сен-Сірі, почав службу в артилерійському полку. Будучі кандидатом в офіцери (фр. Aspirant), він у 1819 році успішно здає іспит на офіцерський чин та переходить у корпус офіцерів Генерального штабу.
В 1823 році брав участь у придушенні Іспанської революції, за що отримав орден Почесного легіону.
В 1828—1828 роках брав участь у експедиції в Морею. За цю військову компанію, отримав нагороду, став кавалером орден Святого Людовика.
У 1830 році брав участь у завоюванні Алжиру. При поверненні в Францію, отримує черговий чин «командир ескадрону». Стає офіцером ордену Почесного легіону. Свої спогади про цю кампанію виклав у статті «Дії французької армії в Африці».
У 1831 році майор Пелісьє був прикомандирований до військового міністерства.
У 1843 році полковник Пелісьє стає командором ордену Почесного легіону.
У 1844 році в чині підполковника знову був направлений в Алжир, як начальника штабу провінції Оран, де залишався до 1854 року і здобув популярність як енергійний воєначальник, готовий у разі потреби на найкрутіші заходи, оскільки жодна з експедицій не проходила без його участі. За посадою начальника штабу при генералах Ламорісьєрі і Бюжо, Пелісьє виявився їх гідним і відмінним помічником і користувався їх повною довірою.
22 квітня 1846 року отримав чин «маршала табору», який пізніше набуло чинності вже як постійний чин «Бригадний генерал».

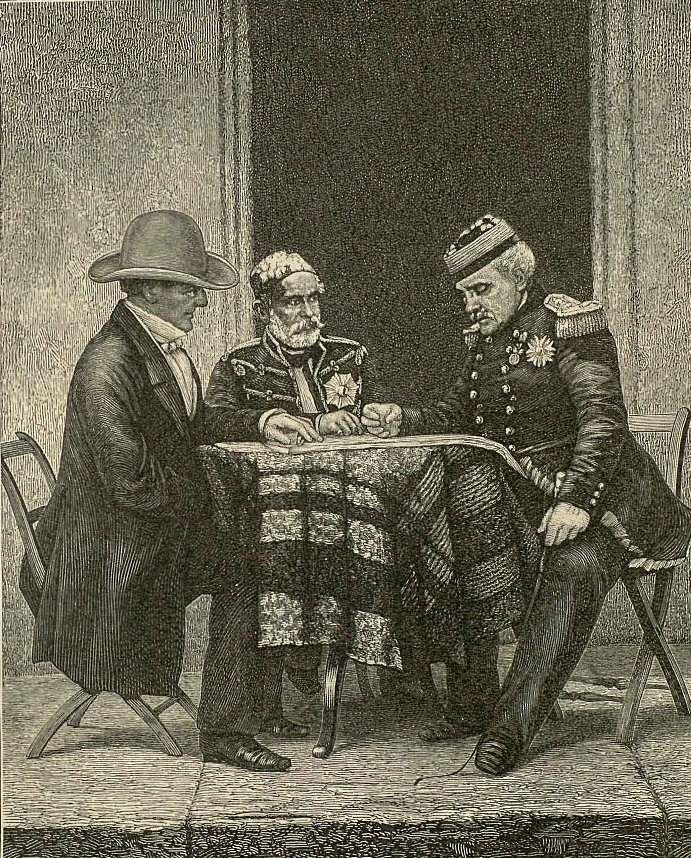
Сомерсет Ф. Д., Омер-паша та Ж.-Ж. Пелісьє під Севастополем. 1855 р.

15 квітня 1850 року його підвищено до дивізійного генералу.
10 травня 1851 року Пелісьє стає генерал-губернатором Французького Алжиру.
У 1852 році командував осадою міста Лагуат, за що отримує одним з перших Військову Медаль. Ця нагорода була започаткована саме цього року.
У 1853 році Пелісьє отримав Великий Хрест ордену Почесного легіону.
Від 1854 року, брав участь у Кримській війні, зокрема, в облозі Севастополя, від січня 1855 року командував І-м корпусом.
Від 16 травня 1855 року — замінює маршала Франсуа Канробера на посаді керівника французькою армією в Криму. Керував останніми штурмами Севастополя, коли був узятий Малахів курган. Успішні дії в Криму надали Пелісьє чин Маршала Франції. Цей рік був для Пелісьє роком визнання його військових талантів, не тільки на батьківщині, а й у світовому масштабі. Іспанія нагороджує його Великим Хрестом ордена Святого Фердинанда. Італія, нагороджує маршала Великим Хрестом Савойського військового ордена.
У 1856 році імператор Наполеон III Бонапарт надає Пелісьє дворянський титул «герцог Малахівський» та робить сенатором Франції.
У 1858—1859 роках — посол у Великій Британії.
В 1859 році, під час австро-італо-французької війни, командував Рейнською армією.
Від 1859 року Великий канцлер Ордена Почесного легіону.
Від 1860 року Пелісьє знову стає генерал-губернатором Французького Алжиру.
Помер 22 травня 1864 року в Алжирі.

## Нагороди
- Франція
  - Орден Почесного легіону
    - Легіонер (шевальє, кавалер) 1823 рік[5][6]
    - Офіцер 1830 рік
    - Командор 1843 рік
    - Великий офіцер 1851 рік
    - Кавалер Великого Хреста Легіону 1853 рік
    - Великий канцлер ордену 1859 рік

  - Військовий орден Святого Людовика
    - Шевальє 1829 рік

  - Військова Медаль 1852 рік
  - Медаль Святої Олени 1857 рік
- Велика Британія
  - Орден Лазні
    - Кавалер Великого Хреста Ордену

  - Кримська медаль
- Бельгія
  - Орден Леопольда I
    - Кавалер Великого Хреста Ордену
- Іспанія
  - Орден Святого Фердинанда за заслуги
    - Кавалер Великого Хреста Ордену 1855 рік
- Сардинське королівство
  - Савойський військовий орден
    - Кавалер Великого Хреста Ордену 1855 рік
- Іран
  - Орден Лева і Сонця
    - Кавалер Великого Хреста Ордену
- Османська імперія
  - Орден Меджида
    - Кавалер Ордену 1-го ступеня

## Титули
Герцог Малахівський - 13 лютого 1856 року, підписанням Паризького мира, скінчилася Кримська війна. 22 липня 1856 року, імператор, надає головуючому французькими військами в Криму, маршалу Пелісьє герцогський титул, на знак його військових заслуг.